# 더 몬스터 (2016년 영화)
《더 몬스터》(영어: The Monster, 기존 제목 영어: There Are Monsters)는 2016년에 공개된 미국과 캐나다의 괴수 공포 영화이다.
2016년 10월 6일 비욘드 페스트에서 상영되었다.

## 줄거리
10대 리지는 엄마 캐시와 양육 차례가 돌아온 아빠에게 가는 길이다. 알코올 의존증이며 학대 성향까지 있는 캐시의 뒤치다꺼리에 지친 리지는 아빠와 영구적으로 살겠다고 말한다. 밤이 되자 캐시는 차로 어떤 짐승에게 물린 것으로 보이는 늑대를 치고 부상을 입는다. 리지는 견인차와 구급차에 연락한다.
견인차 운전수 제시가 차 밑에서 작업하는 중에 늑대 시체가 사라지고 이어 제시의 잘린 팔이 차 보닛 위로 떨어지더니 괴물이 제시를 견인차 밑에서 먹어치운다.
리지의 테디 베어에서 흘러나오는 동요 "If You're Happy and You Know It" 소리에 이끌린 괴물은 캐시를 끌고 가려다가 마침 도착한 구급차에 놀라 도망한다. 모녀는 구급차 안에 숨지만 괴물이 응급 구조대를 죽여버린다. 캐시는 구급차를 운전해 도망치는 중에 괴물과 충돌하면서 숲 방향으로 급회전한다. 캐시는 심한 내출혈을 겪는다.
괴물이 밝은 빛을 두려워하는 걸 알게 된 캐시는 라이터로 횃불을 만든 뒤 리지에게 자신이 미끼가 돼 숲으로 도망을 칠 테니 그 사이에 도로로 가서 도움을 요청하라고 말한다.
예상대로 캐시를 쫓아온 괴물은 목을 깨물고, 캐시를 내버려둘 수 없었던 리지가 달려와 손전등으로 괴물을 쫓아내지만 캐시는 사망한다. 구급차로 돌아온 리지는 테디 베어의 동요 소리로 괴물을 유인한 뒤 구급차의 분무 소독제 통과 캐시의 라이터로 괴물의 몸에 불을 놓고 막대기로 괴물을 내려쳐 끝을 낸다.
해가 떠오르고 리지는 숲을 빠져나간다.

## 출연진
- 조이 커잰 - 캐시 역
- 엘라 밸런타인 - 리지 역
- 스콧 스피드먼 - 로이 역
- 에런 더글러스 - 제시 역

## 기타 제작진
- 총괄 제작: 리처드 서클

## 시청 등급
- 대한민국: 15세이상 관람가